# Zuhatagirécék
A zuhatagirécék (Merganettini) a madarak osztályának lúdalakúak (Anseriformes) rendjébe a récefélék (Anatidae) családja és azon belül a tarkalúdformák (Tadorninae) alcsaládjába tartozó nemzetség.

## Rendszerezés
A nemzetségbe mindössze 2 nem 2 faja tartozik, amelyek a magashegységi folyókhoz alkalmazkodott récefélék.
- Hymenolaimus – 1 faj
  - karimáscsőrű réce (Hymenolaimus malacorhynchos)

- Merganetta – 1 faj
  - zuhatagi réce (Merganetta armata)